# Formica japonica
Formica japonica es una especie de hormiga del género Formica, familia Formicidae. Fue descrita científicamente por Motschoulsky en 1866.
Se distribuye por China, Japón, Mongolia, Corea del Norte, Corea del Sur y Rusia. Se ha encontrado a elevaciones de hasta 2500 metros. Vive en microhábitats como el forraje, también frecuenta parques y jardines.